# Штигер, Надя
Надя Штигер (нем. Nadia Styger, род. 11 декабря 1978 года, Цуг) — известная швейцарская горнолыжница, призёрка чемпионата мира, неоднократная чемпионка Швейцарии. Специалистка скоростных дисциплин.
В Кубке мира Штигер дебютировала в 1999 году, в марте 2004 года одержала свою первую победу на этапе Кубка мира в супергиганте. Всего за карьеру одержала 4 победы на этапах Кубка мира, из них 3 в супергиганте и 1 в скоростном спуске. Лучшим достижением Штигер в общем зачёте Кубка мира являются 11-е места в сезонах 2003/04 и 2005/06.
На Олимпиаде-2006 в Турине стартовала в трёх дисциплинах: скоростной спуск — 5-е место, супергигант — 35-е место, гигантский слалом — 24-е место.
На Олимпиаде-2010 в Ванкувере стартовала в двух дисциплинах: скоростной спуск — 12-е место, супергигант — 6-е место.
За свою карьеру участвовала в четырёх чемпионатах мира, на которых завоевала одну бронзовую медаль в командных соревнованиях на чемпионате мира 2007 года в шведском Оре.
Использовала лыжи производства фирмы Voelkl.
В июне 2011 года объявила о завершении карьеры в связи с переломом левой ноги, полученным в ноябре 2010 года.